# Netball Quad Series
La Netball Quad Series es una competición anual de netball, entre las cuatro selecciones más fuertes del Mundo: las Diamantes (Australia), las Rosas (Inglaterra), las Silver Ferns (Nueva Zelanda) y las Proteas (Sudáfrica). En 2020 participaron las Chicas del Sol (Jamaica).
La competición es una liga, se lleva a cabo dos veces al año (excepto que se dispute la Copa del Mundo y entonces solo una), dos países sedes se dividen tres partidos cada uno y rotan con los restantes que serán sede en el siguiente torneo.

## Historia
En 2012 las asociaciones de las cuatro participantes habían discutido una propuesta, de una competencia internacional que se jugaría anualmente. Pero no fue sino recién hasta diciembre de 2015 cuando formaron SANZEA, un órgano internacional para financiar y crear la misma. Finalmente la serie se presentó al público en marzo de 2016 y tuvo su primera edición a fines de ese año.
El propósito de la serie es proporcionar a las naciones más fuertes la oportunidad de jugar test matches regularmente, enfrentarse en el máximo nivel y recaudar fondos mediante la popularidad de sus seleccionados. Por ello se ha elegido realizar dos ediciones cada año, con ocho meses de diferencia.

### Años 2020
La primera edición de la actual década se llamó Copa de Naciones porque Australia se negó a participar, en su lugar Inglaterra fue la única sede y se invitó a las Chicas del Sol (Jamaica).
Una segunda edición del actual año está en riesgo, debido a la pandemia de COVID-19.

## Formato
Cada nación juega un solo partido contra sus oponentes. La nación que registra el mayor número de victorias y el margen general más alto se considera el ganador de la serie. SANZEA ha acordado llevar a cabo un esquema de beneficio recíproco, mediante el cual una serie se juega en Australia y Nueva Zelanda, y la siguiente serie se juega en Inglaterra y Sudáfrica, antes de que el proceso se repita en los años siguientes.
- 2 Puntos por victoria / 1 por empate / 0 por derrota

### Planteles
Para la lista de buena fe, cada seleccionado está obligado a convocar 12 jugadoras como mínimo y puede llevar, queda a su criterio, un máximo de 15. Pero finalmente antes del primer partido deben reducir a 12 jugadoras la lista definitiva.

## Series
| Edición | Campeonas        | Subcampeonas | Terceras     | Últimas |
| ------- | ---------------- | ------------ | ------------ | ------- |
| 2016    | Diamantes        | Silver Ferns | Rosas        | Proteas |
| 2017 I  | Diamantes (2)    | Silver Ferns | Rosas        | Proteas |
| 2017 II | Silver Ferns     | Diamantes    | Rosas        | Proteas |
| 2018 I  | Diamantes (3)    | Rosas        | Silver Ferns | Proteas |
| 2018 II | Diamantes (4)    | Rosas        | Silver Ferns | Proteas |
| 2019    | Diamantes (5)    | Rosas        | Silver Ferns | Proteas |
| 2020    | Silver Ferns (2) | Jamaica      | Rosas        | Proteas |
| 2021    | ?                | ?            | ?            | ?       |

## Palmarés
Australia domina ampliamente el campeonato y solo perdió una edición, Nueva Zelanda ganó ella en septiembre de 2017. Además las Silver Ferns obtuvieron una segunda serie cuando las australianas no participaron.
En los últimos años Inglaterra ha disputado el título directamente contra las Diamantes y en septiembre de 2019 perdió la serie por solo diferencia de goles. Sudáfrica es el más débil y ha terminado última en todos los torneos.